# La Chapelle-Saint-André
La Chapelle-Saint-André ist eine französische Gemeinde mit 305 Einwohnern (Stand: 1. Januar 2022) im Département Nièvre in der Region Bourgogne-Franche-Comté. Sie gehört zum Arrondissement Clamecy und zum Kanton Clamecy.

## Geographie
La Chapelle-Saint-André liegt etwa 47 Kilometer südsüdwestlich von Auxerre am Fluss Sauzay. Nachbargemeinden von La Chapelle-Saint-André sind Corvol-l’Orgueilleux im Norden und Nordosten, Courcelles im Osten, Varzy im Osten und Südosten, Oudan im Süden, Menou im Südwesten, Menestreau im Westen sowie Entrains-sur-Nohain im Nordwesten.

## Bevölkerungsentwicklung
| Jahr                       | 1962 | 1968 | 1975 | 1982 | 1990 | 1999 | 2006 | 2019 |
| Einwohner                  | 478  | 530  | 435  | 386  | 371  | 329  | 338  | 300  |
| Quellen: Cassini und INSEE |      |      |      |      |      |      |      |      |

Der Maler Edgar Jené aus Saarland lebte hier von 1965 bis zu seinem Tod in Demeulaine, einer mittelalterlichen Mühle.

## Sehenswürdigkeiten

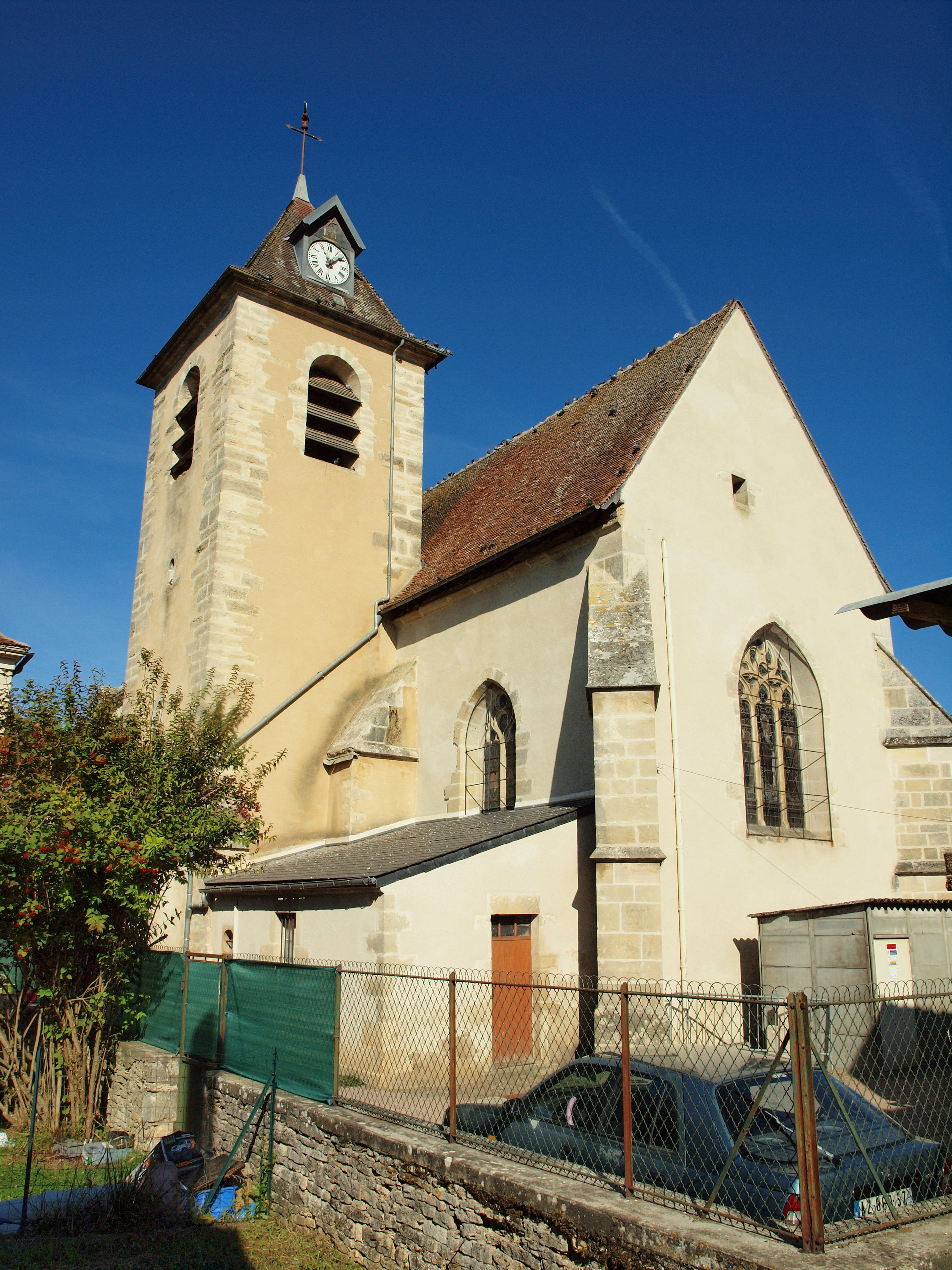
Kirche Saint-André
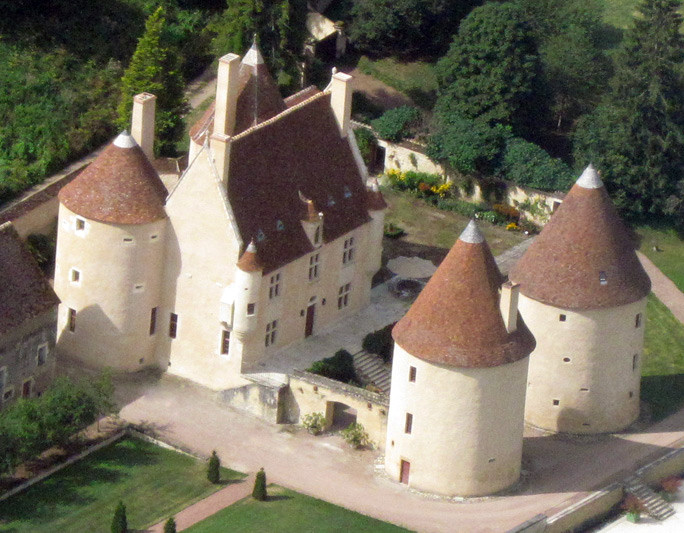
Schloss Corbelin, seit 1940 Monument historique
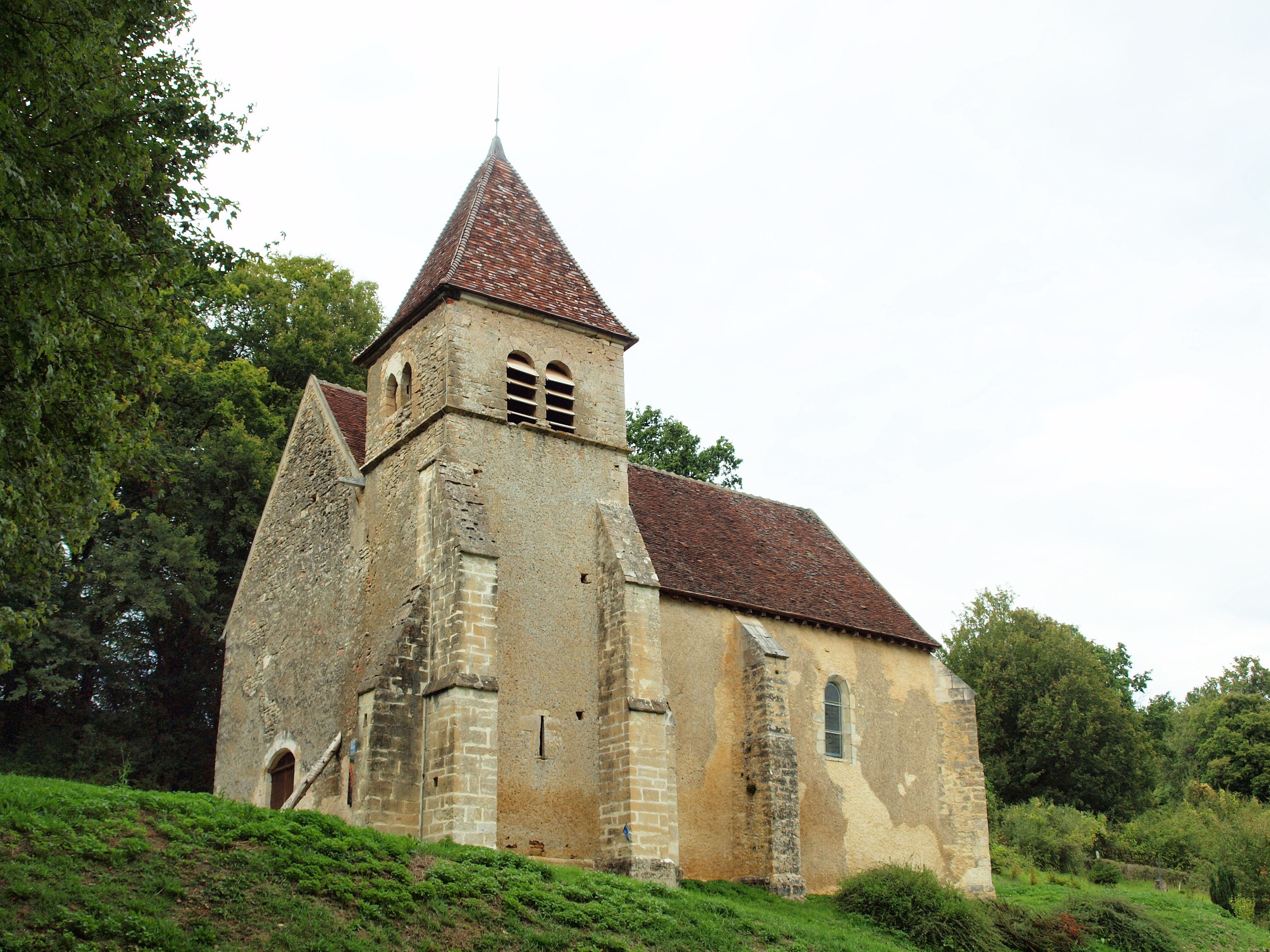
Kapelle von Corbelin

- Kirche Saint-André
- Schloss Corbelin
- Kapelle von Corbelin